# Рябина бузинолистная
Рябина бузинолистная (лат. Sorbus sambucifolia) — вид деревянистых растений рода Рябина (Sorbus) семейства Розовые (Rosaceae), распространённый на западных Алеутских островах, Дальнем Востоке России, полуострове Корея и в Японии.

## Ботаническое описание

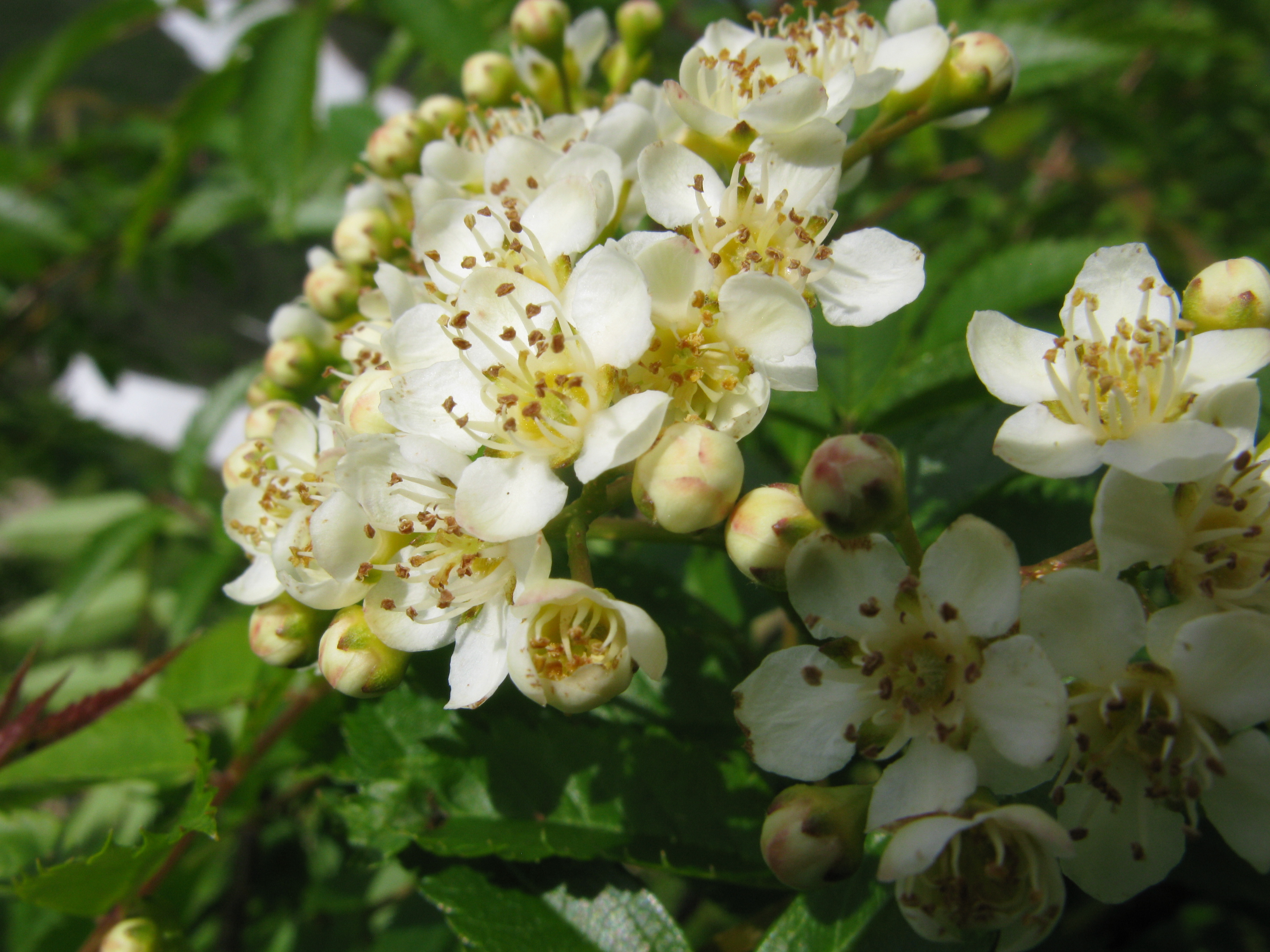
Соцветия

Кустарник до 1—2 м высотой. Молодые ветви прямые, тёмно-бурые с сизым налетом, старые — желтовато-серые или серые с ярко выделяющимися чечевичками. Почки острые, более или менее клейкие, голые или реже слегка опушённые, иногда края чешуй у них ресничатые. Листья перистые, о 7—15 листочках, овальных или овально-ланцетных, острых или остроконечных, сверху тёмно-зелёные, лоснящиеся, снизу бледные; края их грубо пильчатые, нередко, как и жилки с мягкими белыми волосками; длина всего листа 10—18 см, ширина 6—12 см, листочки 3—8 см длиной и 1—2,5 см шириной. Общий черешок красноватый, прилистники ланцетные, с рыжим опушением, рано опадающие.
Соцветие — сложный щиток, 5—10 см в поперечнике, ветви его и цветоножки с редкими рыжеватыми волосками. Цветки около 12 мм в поперечнике, красноватые или белые. Чашелистики дельтовидные, прямые, цельные, лишь по краю слегка пушистые. Лепестки красноватые или белые, сверху голые. Завязь не густо войлочная, серая. Прицветники рано опадают, узколинейные, ржавого цвета, шерстистые. Плоды сочные, ярко-красные, эллиптические, округлые или продолговатые, кислые, но приятного вкуса, чрезвычайно обильные, у незрелых — слегка расходящиеся зубцы чашечки образуют сравнительно крупную коронку. Цветение в июне—июле, плодоношение в сентябре—октябре. Хромосомное число 2n = 34.

## Экология
Растёт большими массами в подлеске лесов из Betula ermanii, а также вместе с ольховником и кедровником в поясе субальпийских кустарных зарослей у верхней границы леса, изредка выделяясь в чистые
заросли; кроме того, встречается по опушкам и отдельными группами. Всегда на сухой песчаной или каменистой почве.

## Значение и применение
Ягоды растения играют важную роль в питании камчатского северного оленя (Rangifer tarandus) поздней осенью. Олени тщательно собирают ягоды и по чистоте сбора превосходят медведя, но уступают лосю. Переход оленей на питание ягодами зависит от зрелости, сохранности плодов и воздействия мороза. В рубце желудка добытой важенки содержимое на половину состояло из ягод этой рябины.